# Önanthotoxin
Önanthotoxin ist eine chemische Verbindung aus der Gruppe der Alkindiole und Enine. Es ähnelt strukturell dem Cicutoxin und wurde zuerst 1876 von Rudolf Boehm isoliert, 1953 von E. F. L. J. Anet analysiert.

## Vorkommen
Önanthotoxin kommt natürlich in der Safranrebendolde (Oenanthe crocata) vor. Die Verbindung ist giftig und Ursache von Vergiftungen bei Pferden und Kühen.

## Gewinnung und Darstellung
Mit der Synthese von Önanthotoxin beschäftigte sich vor allem Ekkehard Winterfeldt.